# Зона 30 км/год

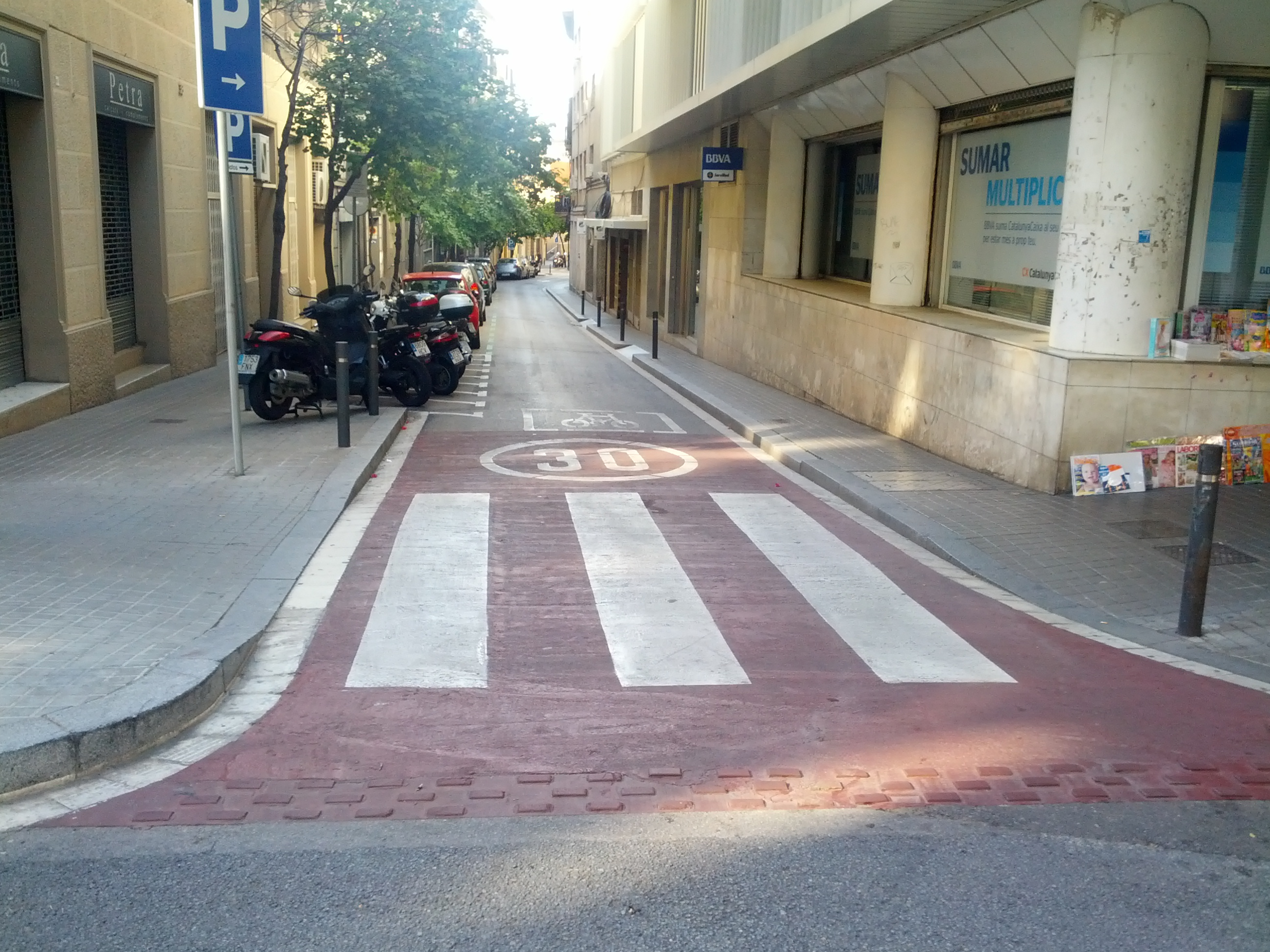
Вʼїзд в зону 30 в Барселоні

Зони 30 км/год (часто також Зона 30, англ. Zone 30) та аналогічні зони 20 миль/год є формами регулювання швидкості, що використовуються на окремих міських дорогах або цілих кварталах чи районах. Максимальне обмеження швидкості в цих зонах становить 30 кілометрів на годину (19 миль/год) і 20 миль на годину (32 км/год) відповідно. Хоча в цих зонах встановлені номінальні обмеження швидкості, її дотримання зазвичай забезпечується за допомогою заходів заспокоєння руху (фізичних або психологічних).

## Причини впровадження
Ці зони, як правило, запроваджуються в районах, особливо житлових, з метою зниження швидкості дорожнього руху до безпечного рівня. Філософія таких зон полягає в тому, що вулиці в них є громадським простором, і вони покликані сприяти досягненню балансу між реаліями міської місцевості, насиченої пішохідним рухом, і циркуляційною функцією проїжджої частини. Вулиці в цих зонах вважаються простором для людей, які живуть, працюють, грають і навчаються в цьому районі, тоді як люди, які перетинають зону, щоб потрапити кудись ще, виключаються. Теорія полягає в тому, щоб зменшити "щурячі перегони" (англ. rat running), тобто скорочення шляху через житлові зони і двори, і водночас підвищити безпеку та якість життя в цьому районі.
Дослідження показали, що зниження швидкості руху в населених пунктах зменшує травматизм серед усіх учасників дорожнього руху, включаючи автомобілістів, велосипедистів і пішоходів. Дослідженнями встановлено зв'язок між швидкістю транспортного засобу та тяжкістю наїзду на пішохода, причому тяжкість наїзду зростає в залежності від швидкості транспортного засобу. Якщо транспортний засіб наїжджає на пішохода на швидкості 24 км/год, більшість пішоходів виживають, часто отримуючи лише незначні травми. Було доведено, що незначне збільшення швидкості зіткнення має значний вплив на тяжкість наслідків аварії. На швидкості 40 км/год майже всі аварії призводять до тяжких травм і приблизно половина з них є смертельними; а на швидкості 64 км/год 90% аварій є смертельними. Різкі відмінності у показниках смертності є ключовою частиною теорії, що лежить в основі зон зі швидкістю 20 миль/год і 30 км/год. Інші дослідження показали, що нижча швидкість зменшує роз'єднаність дільниці, спричинену швидкісними дорогами в районах, тобто при зниженні швидкості до 30 км/год спостерігається більша взаємодія між сусідами і згуртованість спільноти.
Цілі впровадження зон мають на меті допомогти:
- Зробити перетин вулиці безпечнішим для пішоходів
- Підвищити рівень пішохідного та велосипедного руху
- Зменшити кількість проїздів автотранспорту через двори
- Зменшити обсяги та швидкість руху автотранспорту
- Зменшити кількість дорожньо-транспортних пригод, травм та смертей серед усіх учасників дорожнього руху
- Зменшити рівень ожиріння через збільшення активного способу життя
- Зменшити викиди парникових газів, забруднення повітря та шумове забруднення
- Сприяти створенню зони, де пішоходи, велосипедисти та автомобілісти співіснують безпечно та комфортно
- Розвивати громадський простір, відкритий і безпечний для всіх, зокрема для людей з інвалідністю
- Збільшити простір, доступний для пішоходів, велосипедистів та людей на вулиці, щоб вони могли їсти, грати та насолоджуватися життям
- Забезпечити безпечну територію для дітей у шкільних зонах
- Підвищення вартості нерухомості місцевих будинків та підприємств
- Підвищити економічну життєздатність району
- Зміцнити відчуття спільноти
- Покращити якість життя

## Переваги
Порівняно зі звичайними ознакованими, але не контрольованими обмеженнями швидкості, цей тип зон обмеження швидкості, як правило, забезпечує необхідну швидкість руху завдяки тому, що в цих зонах використовують засоби заспокоєння дорожнього руху.
Огляди офіційних досліджень, проведених у багатьох країнах, показали, що зони та обмеження швидкості до 30 км/год ефективно знижують аварійність і травматизм, швидкість та інтенсивність руху.[6][7][8][9][10] Обмеження швидкості без змін у плануванні вулиць є менш ефективним, але все одно має значні переваги.
Смерть пішохода набагато менш імовірна, якщо його збиває автомобіль зі швидкістю 30 км/год (20 миль/год), ніж зі швидкістю 50 км/год (30 миль/год) або більше. Обмежені дані з наявних зон зі швидкістю 30 км/год (20 миль/год) свідчать про значне зменшення кількості смертей і травм.
Нижча швидкість руху сприяє зменшенню заторів, забруднення повітря, викидів шкідливих речовин, зміцненню громад і зниженню рівня ожиріння.

## Поширення

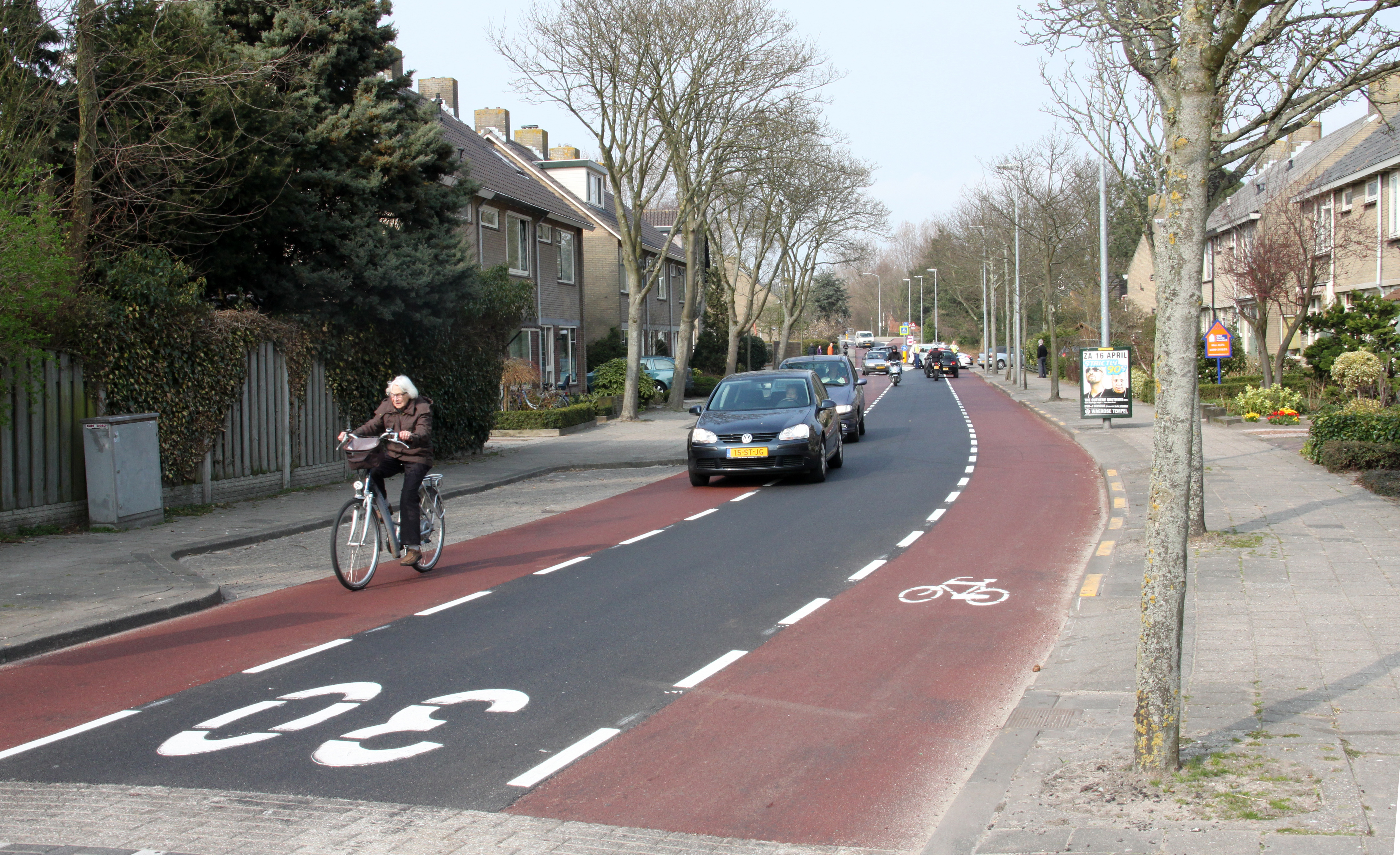
Зона 30. Аудорп, Нідерланди

В європейських країнах зони 30 км/год широко використовуються. У 2017 році більшість країн-членів IRTAD за замовчуванням обмежили швидкість руху в містах до 50 км/год, з різними нижчими швидкостями, наприклад, у Нідерландах 70% міських доріг обмежено до 30 км/год.
Мережа з 67 європейських НУО організувала Європейську громадянську ініціативу (ECI) "30 км/год - зробимо вулиці придатними для життя", яка зібрала підписи на підтримку обмеження швидкості до 30 км/год як нормального обмеження для Європейського Союзу. Обмеження швидкості до 50 км/год стане винятком. Місцеві органи влади зможуть приймати рішення про ці винятки і встановлювати інші обмеження швидкості на своїй вуличній мережі.

### Німеччина
Найперший експеримент зі зниження швидкості транспорту в межах міста проводився в Гамбурзі в 1979 році - за голландською моделлю, за участю місцевих жителів. Проте в історію увійшло місто Букстегуде, центр якого 14 листопада 1983 був офіційно оголошений першою в Німеччині зоною зі швидкістю 30 км/год. Там на узбіччях вулиць як обмежувач швидкості було встановлено близько 200 великих квіткових тумб, зроблених з відрізків бетонних труб, а перед ними - нові знаки, що позначають зону 30 км/год. Це викликало хвилю обурення в автомобілістів, але влада міста на поступки не пішла. Сьогодні всіма вулицями міста Букстегуде слід їздити на швидкості не більше 30 км/год, а в центрі міста знову проводиться експеримент: максимально дозволена швидкість - 20 км/год, а в планах знизити її до 10 км/год.
У Мюнхені 80% з 2300 кілометрів міської дорожньої мережі мають обмеження швидкості 30 км/год або менше, решта доріг обмежені до 50 км/год.

### Австрія
1 вересня 1992 року місто Грац, Австрія, стало першим європейським містом, яке запровадило обмеження швидкості 30 км/год на всіх дорогах міста, окрім найбільшої.

### Швейцарія
У Швейцарії зони 30 км/год дозволені законом з 1989 року, і вперше їх запровадили в Цюриху в 1991 році.

### Іспанія

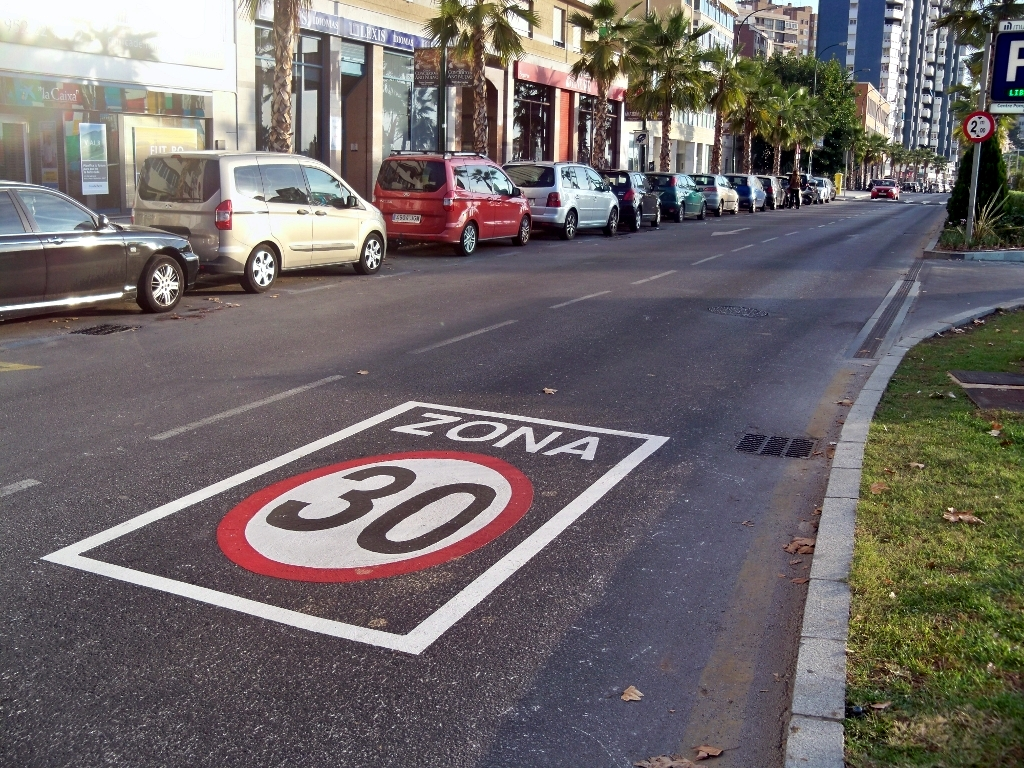
Зона 30 в Малазі, Іспанія

85% вулиць Мадрида обмежено до 30 км/год. У травні 2021 року уряд Педро Санчеса запровадив новий режим обмеження швидкості, який обмежує більшість міських вулиць до 30 км/год, деякі - до 20 км/год, а решту - до 50 км/год, залежно від кількості смуг руху і того, чи є тротуар фізично відокремленим від рівня вулиці.

### Франція
У Ліоні діє масштабна зона 30 км/год, площею 500 гектарів (або 5 квадратних кілометрів), що охоплює 87 км дорожніх смуг.
У Франції містами з найбільшою зоною 30 км є Тулуза: 479,5 км, Анже: 461 км, Париж: 396,7 км, Лор'ян: 214,5 км, Гренобль: 213,7 км, Тур: 183,2 км і Нант: 179,1 км.
В Монпельє впровадили зону 30 км/год з 1 серпня 2021 року.
З 30 серпня 2021 року в Парижі діє зона 30 км/год на більшій частині міста, за винятком периферії, бульвару Марешо та кількох інших вулиць.
З середи 30 березня 2022 року Ліон має обмеження швидкості 30 км/год на 84% своїх вулиць проти лише 37% раніше. Це означає, що 610 кілометрів мають обмеження швидкості 30 км/год із загальних 627 кілометрів.

### Бельгія
У січні 2021 року в Брюсселі ввели 30 км/год як максимальну швидкість за замовчуванням для всього Брюссельського столичного регіону. Влада стверджує, що це найбільша зона 30 км/год на сьогоднішній день. Згідно з джерелами, площа Брюссельського столичного регіону становить 162 км².

### Італія
У січні 2024 року Болонья запровадила 30 км/год як максимальну швидкість за замовчуванням на 70% своїх вулиць, що охоплює близько 90% населення міста.

### Україна
Наразі обмеження до 30 км/год зустрічається переважно на окремих ділянках чи вулицях, а не в цілих зонах. У Києві перший знак обмеження швидкості транспортних засобів до 30 кілометрів на годину встановили в 2021 році на вулиці Лютеранській. У Львові цього ж року обмеження 30 впровадили на вул. Котляревського.